# أوغستين أرانزابال
أوغستين أرانزابال ألكورتا (بالإسبانية: Agustín Aranzabal)، من مواليد 15 مارس 1973 في سان سباستيان في إسبانيا، لاعب كرة قدم إسباني.
بدأ مسيرته الكروية مع نادي ريال سوسييداد في عام 1992، ولعب معهم مباراة واحدة، وفي موسم 1992/1993 انتقل إلى رديف ريال سوسييداد، ولعب معهم 34 مباراة وسجل 7 أهداف، وفي عام 1993 انتقل إلى نادي ريال سوسييداد، ولعب معهم حتى عام 2004، وشارك معهم في 320 مباراة وسجل 5 أهداف، ومنذ عام 2004 وهو يلعب مع نادي ريال سرقسطة.
و قد لعب مع منتخب إسبانيا لكرة القدم في عام 1995 وحتى عام 2003، وشارك معهم في 28 مباراة.

## روابط خارجية
- أوغستين أرانزابال على موقع الاتحاد الدولي (مؤرشف)  (الإنجليزية)
- أوغستين أرانزابال على موقع قاعدة بيانات كرة القدم.إي يو (الإنجليزية)
- أوغستين أرانزابال على موقع ناشيونال فوتبول تيمز (الإنجليزية)
- أوغستين أرانزابال على موقع Soccerway.com (الإنجليزية)
- أوغستين أرانزابال على موقع عالم كرة القدم.نت (الإنجليزية)
- أوغستين أرانزابال على موقع أوليمبيديا (الإنجليزية)